# Véronique Sanson
Pour les articles homonymes, voir Sanson.
Véronique Sanson, née le 24 avril 1949 à Boulogne-Billancourt, est une auteure-compositrice-interprète et pianiste française.
Si elle commence sa carrière à la fin des années 1960, c'est au début des années 1970 qu'elle rencontre le succès avec les titres Besoin de personne et Amoureuse. D'abord en couple avec Michel Berger, elle part aux États-Unis vivre avec Stephen Stills. Elle y écrit différents titres à succès comme Ma révérence. De retour en France dans les années 1980, c'est vers la fin de la décennie qu'elle sort l'album Moi le venin qui deviendra disque de platine.
Elle obtient durant sa carrière de nombreux prix et décorations, dont trois Victoires de la musique et la Grande médaille de la chanson française, décernée par l'Académie française pour l'ensemble de son œuvre. Elle est aussi commandeure de l'ordre des Arts et des Lettres et chevalière de l'ordre national du Mérite.

## Biographie

### Origine du prénom
Véronique est la fille de l'avocat et homme politique René Sanson (député UNR de Paris de 1958 à 1967) et de son épouse Colette, née Lucas ; ils se sont mariés en 1945, après la Libération. Membres actifs de la Résistance, ils se sont rencontrés au sein du réseau du musée de l'Homme au cours d'une mission durant la Seconde Guerre mondiale. Afin de célébrer la victoire sur l'Allemagne nazie, ils donnent à leurs deux filles des prénoms commençant par la lettre V de « Victoire » : Violaine (née le 15 mai 1947) et Véronique, née deux ans plus tard.

### Débuts de carrière
Parents mélomanes, ils mettent leurs deux filles au piano dès leur plus jeune âge. Faisant souvent l'école buissonnière, passée notamment par le cours Hattemer-Prignet, où elle est la condisciple de la future journaliste Anne Sinclair, Véronique Sanson est envoyée à quinze ans dans un pensionnat anglais où, malgré une fugue en Écosse, elle décroche son « Proficiency, diplôme certifiant un excellent niveau d'anglais ». 
Elle commence sa carrière au sein de l'éphémère trio Les Roche Martin avec François Bernheim (futur compositeur à succès, notamment pour Patricia Kaas) et sa sœur Violaine, sous la houlette des jeunes directeurs artistiques de Pathé-Marconi, Michel Berger et Claude-Michel Schönberg. Le groupe sort un premier super 45 tours le 24 avril 1967, jour des 18 ans de la chanteuse. Un second, sur lequel figure la première composition enregistrée de Véronique, Maria de Tusha, est enregistré, mais ne fut pas commercialisé. Le groupe se sépare sans avoir rencontré le succès. 
Véronique continue à travailler sur divers projets musicaux avec Michel Berger, désormais son compagnon. En 1969, elle publie son premier 45 tours : Le Printemps est là (adaptation française de la chanson anglophone Sunny Goodge Street de Donovan) / Le Feu du Ciel. Cette seconde chanson fut réenregistrée par Véronique en 1992 pour l'album Sans regrets, ainsi que trois autres titres qu'elle a signés pour Isabelle de Funès en 1968 et 1969, toujours sous la direction artistique de Michel Berger : Mon voisin, Une odeur de neige et Jusqu'à la tombée du jour.

### Amoureuse

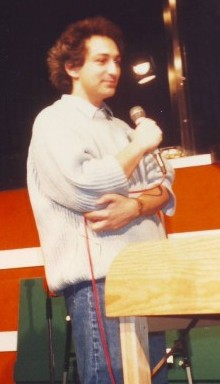
Michel Berger en 1990.

En 1971, Michel Berger devient directeur artistique chez WEA, une des premières majors du disque, qui réunit les célèbres labels Warner-Elektra-Atlantic, sous la direction du producteur Bernard de Bosson. Véronique est la première artiste française à signer avec le label Elektra.
En décembre, elle enregistre son premier album, qui sera intitulé Amoureuse, arrangé par Michel Bernholc et réalisé par Michel Berger. Il sort le 20 mars 1972.
Le grand public découvre alors une jeune autrice-compositrice et pianiste qui chante des textes originaux, aux accents oniriques, sur des musiques modernes avec des arrangements très « anglo-saxons ». Le succès est immédiat, tant en France qu'au Canada. En France, le 45 tours Besoin de personne se vend à plus de 100 000 exemplaires et au fil du temps, deux autres titres de l'album deviendront des classiques de son répertoire : Bahia et surtout Amoureuse dont la version anglaise fait l'objet de nombreuses reprises, notamment par Kiki Dee dès l'année suivante — grand succès en Angleterre — ou Olivia Newton-John, tandis qu'une adaptation dite « américaine », intitulée Emotion, de la chanteuse texane Patti Dahlstrom est aussi enregistrée par Helen Reddy et Shirley Bassey. Toujours en 1973, Véronique Sanson enregistre elle-même plusieurs versions en langues étrangères des chansons Amoureuse et Besoin de personne  (en anglais, allemand et espagnol, ainsi que deux autres adaptations en anglais, Vert vert vert et Dis-lui de revenir qui vont devenir Green Green Green et Birds of Summer, à l'occasion de la sortie de l'album aux États-Unis et Royaume-Uni.
Après un mois au cabaret du restaurant de la tour Eiffel, qui lui laissera de mauvais souvenirs, Véronique Sanson assure les premières parties de Michel Polnareff au théâtre d'Argenteuil, puis de Julien Clerc et de Claude François en tournées, marquant ainsi ses premiers pas sur scène.

### De l'autre côté de mon rêve
L'album Amoureuse est suivi de près par un second opus, De l'autre côté de mon rêve, enregistré à l'automne et publié le 8 décembre 1972. Plusieurs chansons de l'album semblent évoquer une nouvelle rencontre amoureuse : Comme je l'imagine, De l'autre côté de mon rêve, Une nuit sur son épaule. Trois titres deviendront des classiques de son répertoire : Comme je l'imagine, Chanson sur ma drôle de vie (qui connaîtra un nouveau succès inattendu en 2010 à l'occasion de la sortie du film Tout ce qui brille), ainsi que Une nuit sur son épaule. 

### Les États-Unis
En mars 1972, Michel Berger insiste pour que Véronique l'accompagne à l'Olympia voir Stephen Stills, membre du groupe Crosby, Stills, Nash & Young, cette année-là en tournée avec sa propre formation, Manassas. Le lendemain du concert, Véronique Sanson, de passage au siège de sa maison de disques, rencontre Stills dans le bureau de Bernard de Bosson : c'est le coup de foudre. Stills, reparti en tournée, ne cessera de la contacter durant des mois. À l'automne, alors que Véronique enregistre son deuxième album, ils commencent à se revoir secrètement, et elle fait une première fugue.
En février 1973, Véronique Sanson quitte brutalement son compagnon Michel Berger, après six ans de vie commune ; sortie en prétextant aller acheter des cigarettes, elle devient rapidement introuvable. En fait, partie sans rien, elle achète un aller simple pour New York avec l'argent que lui prête son amie Nicoletta ; elle récupère son passeport et des affaires chez ses parents, puis s'envole : elle est partie vivre aux États-Unis avec Stephen Stills. Après trois jours de disparition, elle est retrouvée à New York, dans un hôtel, par les autorités locales. Un mois plus tard, le 14 mars, bien qu'hésitante, elle se marie en Angleterre avec le guitariste américain : « Finalement, je suis allée à mon mariage par politesse, en me disant : on verra après […]. J'ai été obligée de me marier alors que je n'étais pas chaude-chaude. Si on m'avait laissée avoir deux hommes, je ne l'aurais jamais fait », affirme-t-elle plus tard.
Le couple s'installe dans un ranch d'altitude, perdu dans les montagnes du Colorado ; leur fils Christopher naît le 19 avril 1974.
Cet « exil » lui apporte énormément professionnellement. Elle effectue un virage beaucoup plus rock sur l'album Le Maudit, sorti en octobre 1974, qu'elle produit elle-même avec les musiciens de Stephen Stills, qui joue sur le titre On m'attend là-bas, hymne à son destin de l'autre côté de l'Atlantique. Cet album, qui a été certifié double disque d'or pour plus de 200 000 exemplaires vendus en France, reçoit un excellent accueil de la critique, notamment de la presse pop de l'époque. Les textes sont bien plus sombres que ceux des disques précédents, notamment pour la chanson titre (qu'elle interprète sur le plateau d'Étoile Palace, en 1990, devant Michel Berger, qui dit alors qu'elle est « une des plus belles chansons qui aient été écrites »), mais c'est aussi le cas des chansons Ma musique s'en va, Véronique ou Bouddha, avec trois textes qui évoquent sa rupture avec Michel Berger qu'elle culpabilise d'avoir quitté aussi violemment. Cependant, les titres Alia Soûza et Le Maudit contribuent également au succès du disque.
Véronique Sanson, qui a donné ses premiers concerts en vedette au Québec en 1973, se produit pour la première fois en France à l'Olympia de Paris, d'abord deux soirs en octobre 1974 (accompagnée à la basse par son mari), puis toute une semaine en février 1975 à l'occasion de sa première grande tournée française. Sa vie de couple avec Stephen Stills est cependant entachée d'excès en tous genres : drogues, alcool, violence.
C'est dans ce contexte familial compliqué que sort en 1976 son quatrième album. La réalisation de Vancouver a été confiée à Bernard Saint-Paul ; c'est le début d'une longue collaboration de douze albums (sept en studio et cinq en concert) produits jusqu'en 1979, puis de 1992 à 2005. Vancouver est son premier disque d'or et la chanson titre rencontre un grand succès public. Elle se produit une nouvelle fois à l'Olympia en février 1976, où on la voit jouer du piano, mais aussi de la guitare électrique dans On m'attend là-bas. Dans son premier album enregistré en public, Live at the Olympia, elle glisse une chanson inédite, Je serai là, réponse à Michel Berger qui a écrit en 1975 Seras-tu là ?. Suivront Hollywood (1977, elle est alors installée à Bel Air) qui inclut les succès Bernard’s Song (Il n’est de nulle part) et Féminin ; 7ème (1979) avec Ma révérence, Celui qui n'essaie pas et Je suis la seule ; et enfin Laisse-la vivre (1981), tous disques d'or et suivis chaque fois d'une tournée européenne.
Première chanteuse française à se produire au Palais des sports de Paris (juin 1978, puis mai 1981), présente dans de très nombreuses émissions de variétés, Véronique Sanson est à la fin des années 1970 l'une des toutes premières pop-stars françaises. Mais côté vie privée, sa relation de couple est devenue insupportable. Elle chante son désarroi en 1977 (Y a pas de doute, il faut que je m'en aille) et envisage même de faire tuer Stephen Stills. Après une longue procédure de divorce et une bataille juridique pour la garde de Christopher qui durera de 1979 à 1983, Véronique Sanson se réinstalle définitivement en France .

### Années 1980
Au début des années 1980, dans le contexte de son retour en France et de son divorce, la chanteuse manque d'inspiration, et il faut attendre quatre ans la sortie d'un nouvel album, période durant laquelle elle ne publie que deux nouveaux titres : Le temps est assassin et Avec un homme comme toi, enregistrés en concert à l'Olympia en 1983, avant une tournée en 1984.
À ceux qui l'interrogent, elle explique : « Je n'ai pas de mélodies en réserve, je ne compose jamais mes chansons trop longtemps à l'avance, sinon à l'heure de rentrer en studio, je les trouve vieilles et je n'ai plus envie de les enregistrer. ». Le titre du premier simple extrait du nouvel album qu'elle finit par sortir évoque cette période de silence : C'est long, c'est court (1985). L'album sans titre, intitulé sobrement Blanc par son public, est le premier 100 % français depuis 1972. À partir de cette période, la publication des albums originaux commence à s'espacer (1985, 1988, 1992) pour prendre ensuite un rythme régulier de six ans (1998, 2004, 2010, 2016).
Le 19 juillet 1985, elle donne, en avant-première, un concert au festival de jazz d'Antibes-Juan les Pins, à l'affiche avec Michel Jonasz ; en novembre à Paris, elle renoue avec l'Olympia qui reste sa salle fétiche. Un troisième album live y est enregistré, intitulé sobrement L'Olympia 1985, qui est publié en octobre 1986. Fin 1986, elle partage avec Alain Souchon la tournée bicéphale Chacun mon tour, qui mène les deux artistes à travers la France.

#### «Allah» chanson controversée
En 1988, Véronique Sanson publie l'album Moi le venin. La sortie de l'album, en novembre, est accompagnée du single Allah, produit par Michel Berger, très diffusé en radio et télévision.
La chanson, selon son auteur, est une supplique à Allah contre les crimes commis en son nom :

« O Allah

« À quoi te sert d'avoir un nom ? 

« Pourquoi ce feu, ce tonnerre 

« Si j'étais toi, je serais pas fière »
À sa sortie, la chanson ne suscite aucun remous et les ventes de l'album atteignent les 100 000 ventes. Mais dans le contexte tendu de l'affaire Rushdie (avec la parution de son livre Les Versets sataniques), Véronique Sanson reçoit rapidement des menaces de mort pour cette chanson. Par précaution, elle la retire de son répertoire lors de son concert dans la salle parisienne de l'Olympia, où elle doit tenir aussi une conférence de presse le lendemain de sa première. La chanteuse y exprime son incompréhension : « Cette chanson, je l'ai écrite comme une prière à Allah lui-même. Vraiment pas comme une insulte. C'est contre l'intolérance, le fanatisme. Pas contre l'islam. Je respecte la religion musulmane. ».
Le ministre de l'Intérieur du gouvernement socialiste Pierre Joxe fait une déclaration, soulignant qu'il a pris des mesures de protection pour la chanteuse à la demande de son père, ancien député. Plusieurs réseaux de distribution décident de retirer le disque de la vente.
Lors d'une interview accordée vingt ans plus tard à un magazine, elle se défend une nouvelle fois d'avoir insulté quiconque et indique que, au départ, cette chanson devait s'appeler simplement « Dieu ».

### Les «Enfoirés» et le «Symphonique»
Fin 1989, elle est aux côtés de Jean-Jacques Goldman, Michel Sardou, Eddy Mitchell et Johnny Hallyday pour la première Tournée d'Enfoirés au profit des Restos du cœur. Elle donne ensuite une série de concerts remarqués, où elle revisite toutes ses plus belles chansons accompagnée par l'orchestre symphonique Fisyo de Prague, au Théâtre du Châtelet à Paris en décembre 1989, puis en tournée l'année suivante. L'album Symphonique Sanson et la vidéo de la tournée sortent fin 1990. Selon le site InfoDisc, l'album s'est vendu à 171 400 exemplaires.

### Années 1990
Son dixième album studio, Sans regrets, sort en 1992, avec la chanson Rien que de l'eau qui lui vaut de retrouver le sommet des ventes (l'album est disque de platine) et sa première Victoire de la musique en 1993. La chanson est composée par Bernard Swell, un ancien guitariste de Hugues Aufray, qui fut également le compagnon et le complice musical de Véronique de 1979 à 1982. Elle présente son album sur scène au Zénith de Paris (l'album live Zénith 93, enregistré à cette occasion, sera disque de platine), puis enchaîne les tournées jusqu'en 1996, avec un passage remarqué aux Francofolies de La Rochelle en juillet 1994, où elle donne une fête entourée d'artistes masculins : Alain Chamfort, Marc Lavoine, William Sheller, Les Innocents, Yves Duteil, Maxime Le Forestier, I Muvrini, Michel Fugain, Paul Personne. Le disque (qui demeurera son plus gros succès discographique, double disque de platine) et la vidéo Sanson, Comme ils l'imaginent (1995), témoignent de cette soirée, et lui offriront une deuxième Victoire de la musique en 1996. Cette longue série de tournées se clôt le 12 octobre 1996, au Palais des sports de Paris, où elle chante en duos successifs avec Patrick Bruel, Murray Head, Alain Chamfort, Paul Personne, I Muvrini et Catherine Lara.
Un nouvel album intitulé Indestructible, dont quatre titres sont signés Bernard Swell, sort en février 1998. La même année, une série de concerts débute au Palais des sports de Paris et se prolonge lors d'une nouvelle tournée.

### Années 2000
En 1999, elle reprend avec succès des chansons de Michel Berger (album D'un papillon à une étoile) et effectue une tournée l'année suivante avec un orchestre tchèque dirigé par Paul Buckmaster, l'ancien arrangeur d'Elton John. Le disque, qui se vend à plus de 300 000 exemplaires, donne lieu à la parution de trois simples promotionnels, Le Paradis blanc, Pour me comprendre et Si tu t'en vas. L'album Avec vous (2000), enregistré à l'Olympia, en est le témoignage live.
Elle retrouve ensuite son propre répertoire pour deux concerts qu'elle donne seule au piano, d'abord dans la cour d'honneur du palais de l'Élysée à l'occasion de la Fête de la musique (21 juin 2000), puis au Paléo Festival de Nyon (29 juillet)[source secondaire souhaitée]. Elle publie en 2001 un coffret best-of intitulé Les Moments importants avec notamment un titre inédit, Ça vous dérange.
Après un silence dû à des problèmes de santé et d'alcool (problème qu'elle aborde notamment dans le livre La Douceur du danger), Véronique Sanson doit annuler en 2002 sa tournée automnale piano-solo, avec trois dates prévues au Théâtre des Champs-Élysées.
Elle revient en septembre 2004 avec l'album Longue Distance, qu'elle signe avec d'autres auteurs et compositeurs. La tournée qui en découle du 13 février au 16 avril 2005, avec notamment neuf soirs à l'Olympia, est un véritable triomphe, de même que la tournée d'été, de festival en festival. L'album (en formats 1 ou 2 CD) et le DVD de cette tournée Olympia 2005 sont disponibles en octobre 2005.[réf. nécessaire]
Dans le portrait télévisé La Douceur du danger que lui consacre Didier Varrod en 2005, et qui donnera lieu à un livre d'entretiens homonyme, elle décrit les événements qui ont ponctué sa vie, sa passion pour la musique et sa famille, sa vie amoureuse souvent tumultueuse, sa relation avec son fils. Elle décrit également sa fragilité, accentuée par une méningite aiguë (maladie contractée à seize ans, qui l'a plongée cinq jours dans le coma et lui a laissé en héritage des trous de mémoire), son addiction à la boisson, et une maladie génétique sanguine, découverte tardivement, « avec des conséquences dramatiques sur sa santé (embolie pulmonaire, phlébite, syncopes) comme certaines de ses apparitions publiques (…) et nombre de ses comportements parfois erratiques ».
En octobre 2007, Véronique est l'invitée principale des 20 ans des Nuits de Champagne, elle y participe au grand choral Le Sanson polyphonique; elle y revisite son répertoire accompagnée de plus de 900 choristes.
Petits moments choisis, une anthologie en 3 CD (2 studio, 1 live), sort le 26 novembre 2007, alors qu'elle entame une tournée en France, Suisse, et Belgique qui la mènera jusqu'à l'automne 2009, avec des passages parisiens à la Cigale et à l'Olympia, et des étapes extérieures à Tunis, Montréal et Jérusalem.[réf. nécessaire]
Sur l'album de Michel Fugain Bravo et merci (2007), elle signe les paroles du titre Alleluia. Sur l'album d'Yves Duteil (Fr)agiles (2008), elle cosigne avec lui la musique de Sur le clavier du grand piano, Yves Duteil signant le texte, explicitement dédié à Véronique. En novembre 2008, le rappeur américain Jay-Z interprète le titre History, en hommage à l'élection de Barack Obama, qui contient un sample d'Une nuit sur son épaule (1972), sur lequel on distingue la voix de la chanteuse.
Et voilà ! l'Intégrale 1967-2007, regroupe en un coffret l'ensemble de ses albums et DVD publiés, agrémentés de bonus inédits et de deux livrets. Distribuée par Warner, et publiée en tirage limité le 8 décembre 2008, elle est épuisée en quelques semaines[source secondaire souhaitée]. Une réédition de 1 000 exemplaires paraîtra en octobre 2010[source secondaire souhaitée].

### Années 2010

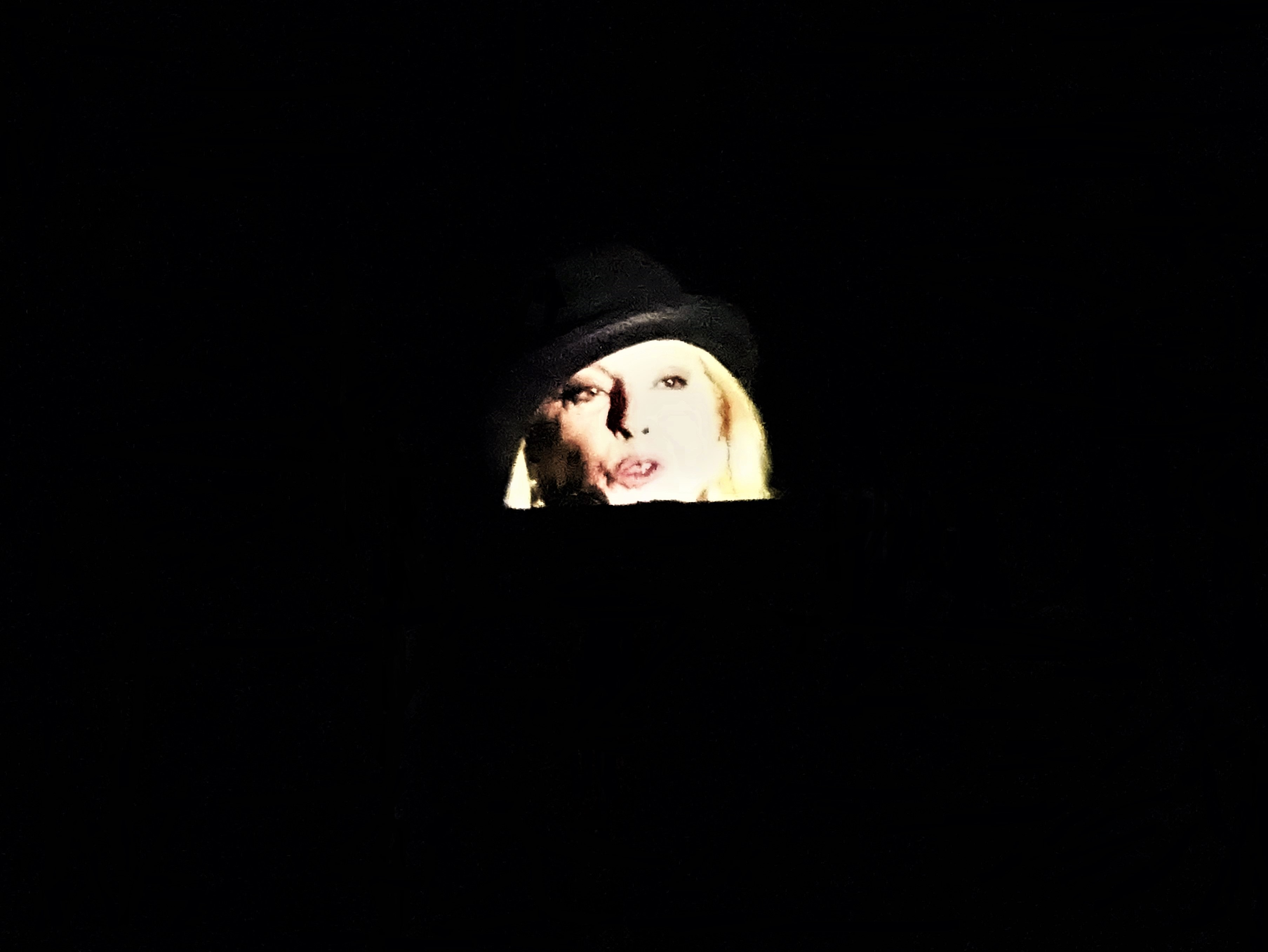
Véronique Sanson en concert à Montélimar le 5 juillet 2018.

En janvier 2010, elle participe au concert pour le séisme à Haïti au Zénith de Paris avec d'autres artistes tels que Diam's, Laurent Voulzy, Alain Souchon, puis, le 25 octobre 2010, à celui pour le 300e jour de captivité des journalistes français otages en Afghanistan, toujours au Zénith.
Le même jour, sort son nouvel album nommé Plusieurs Lunes, dont le premier extrait, La nuit se fait attendre, nouvel enregistrement d'un titre écrit en 1971, est en écoute libre et gratuite sur son site officiel dès le 30 juin ; le second, Qu'on me pardonne, signé de sa sœur Violaine, est en playlist sur les radios le 6 septembre, relayé par Juste pour toi en décembre, puis Je veux être un homme au premier trimestre 2011[source secondaire nécessaire].
Elle entame une nouvelle tournée le 29 janvier 2011 à Longjumeau et sillonne pendant deux ans la France, la Belgique, la Suisse et le Québec, avec des étapes parisiennes à l'Olympia du 28 février au 4 mars 2011, au Grand Rex les 13, 14 et 15 mai 2011, et enfin à la Salle Pleyel, les 21 et 22 décembre 2012.
Le 14 mai 2012, soit 40 ans après sa sortie initiale, sort une réédition remastérisée de l'album Amoureuse, en pack CD/DVD enrichi de versions rares et d'une version 2012 du titre Amoureuse en duo avec Fanny Ardant, et du DVD live de la tournée 2011-2012, enregistré le 9 décembre 2011 au Cirque Royal de Bruxelles. Une édition collector inclut en plus la réédition vinyle 12" du 33 tours Amoureuse, et la version audio en double CD du concert du Cirque Royal (Warner)[source secondaire nécessaire].
Le 8 février 2013, elle reçoit une Victoire de la musique d'honneur pour l'ensemble de sa carrière.
En 2014, elle participe au concert anniversaire des Francofolies de La Rochelle. Elle participe également au concert de Patrick Bruel retransmis en direct sur TF1 le 5 septembre.
Une tournée intitulée Les années américaines, principalement axée sur les titres composés entre 1974 et 1981, est annoncée pour les premiers mois de 2015, avec 30 concerts dont neuf soirs à l'Olympia. Elle est accompagnée d'un beau livre (Éditions Grasset) et d'une compilation 2CD du même titre. La tournée rencontre un tel succès qu'elle est prolongée jusqu'à janvier 2016, sept dates sont rajoutées à Paris (5 Olympia et 2 Palais des sports) et 40 concerts supplémentaires sont programmés en province, en Suisse et en Belgique, tandis que la compilation est rééditée, enrichie d'un troisième CD présentant le concert Olympia 1975 jusque-là inédit.[réf. nécessaire]
Après 43 ans chez Warner, Sanson signe chez Sony. Elle est nommée pour la sixième fois dans la catégorie Artiste interprète féminine de l'année aux Victoires de la musique 2016.
Le 4 novembre 2016, sort le 15e album studio de Véronique Sanson : Dignes, dingues, donc..., rapidement disque d'or.
Nouvelles nominations début 2017 aux Victoires de la musique : Artiste interprète féminine de l’année et Chanson originale de l’année pour Et je l'appelle encore.
La tournée 2017-2018 débute avec les festivals d'été 2017, sillonne la France, la Suisse et la Belgique, avec passages parisiens à la Salle Pleyel, l’Olympia et la Seine musicale, jusqu'aux festivals d'été 2018. Le 11 juillet 2018, les Francofolies de La Rochelle présentent Jours de Fête à Véronique Sanson, avec de nombreux invités en duos, dont Stephen et Chris Stills, et certains des participants à l'album de duos annoncé pour la rentrée. Mais en septembre 2018, Sanson est contrainte de reporter la sortie de Duos Volatils (qui paraît finalement le 23 novembre), et d'annuler les concerts prévus pour l'automne. Une tumeur à une amygdale a été découverte. Après plusieurs mois de traitement et de convalescence, elle reprend sa tournée à partir du 3 avril 2019 à Tours et fête ses 70 ans sur la scène du Dôme de Paris - Palais des Sports les 24, 26 et 27 avril 2019.

### Années 2020

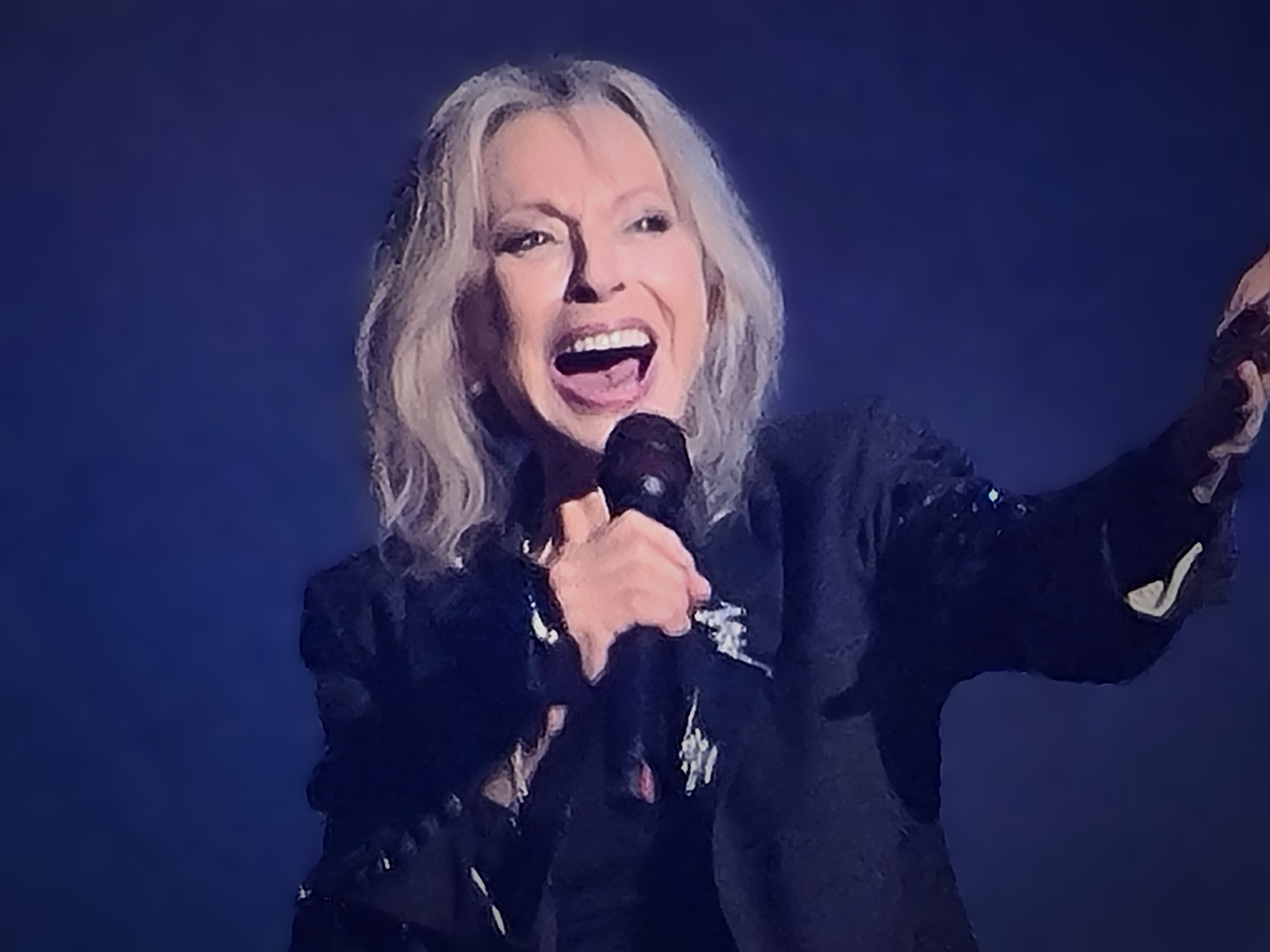
Véronique Sanson en concert lors de sa tournée Hasta Luego, 2024.

En 2020, Véronique Sanson réintègre la troupe des Enfoirés, après vingt et un ans d'absence. 
Après ses concerts dans les festivals d'été 2021 et 2022, sa nouvelle tournée 2022-2023-2024 est baptisée Hasta Luego. Bien que le titre reste inchangé sur la totalité de la tournée, le répertoire du concert est remanié à partir de janvier 2024.
Après une série de trois concerts au Grand Rex à Paris les 22, 23 et 24 avril 2024, fêtant au passage sur scène ses 75 ans dans le cadre de sa tournée Hasta Luego, Véronique Sanson est hospitalisée d'urgence pour une pneumonie dans la nuit du samedi 27 au dimanche 28 avril 2024, et annule pour raisons de santé un concert à Nantes.

## Vie privée
De 1967 à 1972, Véronique Sanson a une relation à la fois amoureuse et professionnelle avec Michel Berger.

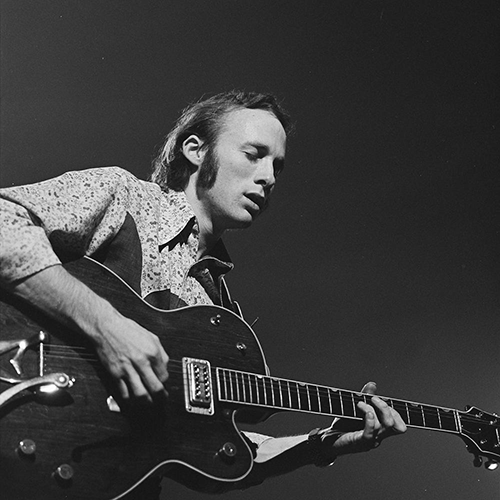
Stephen Stills en 1972.

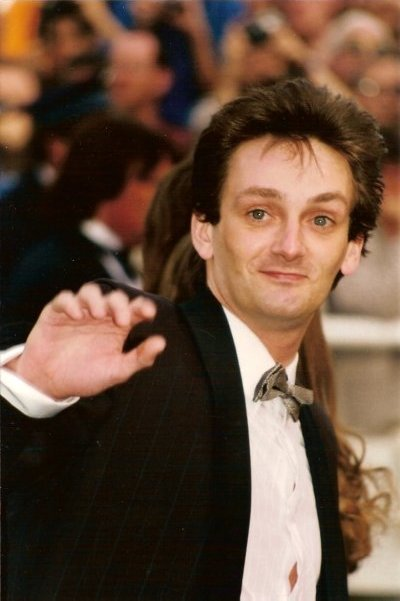
Pierre Palmade en 1994.

Après une première fugue en octobre 1972 (qui ne correspond pas à son départ définitif, contrairement à ce qui a été beaucoup écrit), elle le quitte brutalement en février 1973 : elle part vivre aux États-Unis avec Stephen Stills.
Elle se marie avec Stephen Stills le 14 mars 1973 à Guildford, en Angleterre, où le monde de la pop est invité. Vivant à Rollinsville dans l'immense ranch du musicien, perché à plus de 2 500 mètres d'altitude dans les montagnes Rocheuses du Colorado, ils ont un enfant, le futur auteur-compositeur-interprète Christopher Stills, né le 19 avril 1974 à Boulder, ce qui apaise un peu les doutes de Véronique Sanson sur l'avenir de son mariage. Leur divorce est prononcé le 14 juillet 1980, après des années d'excès en tous genres : violence conjugale, drogue, alcool, etc. Suivent des années difficiles de procédure pour obtenir la garde exclusive de son enfant, Christopher,. Elle partage alors sa vie avec le musicien Bernard Swell, dont elle se sépare en 1982.
Ses liaisons passionnelles dans les années 1980 avec les comédiens Étienne Chicot et François-Éric Gendron précèdent son mariage, le 11 juin 1995, avec l'humoriste Pierre Palmade à Triel-sur-Seine (où elle réside depuis 1981),. Le couple divorce six ans plus tard et Palmade révélera par la suite son homosexualité.
En 2002, alors qu'elle est confrontée à des problèmes de santé et d'alcool, elle rencontre Christian Meilhan, chef d'entreprise et son parrain aux Alcooliques anonymes, qui sera son compagnon jusqu'en 2020.

## Discographie

### Albums studio
- 1972 : Amoureuse
- 1972 : De l'autre côté de mon rêve
- 1974 : Le Maudit
- 1976 : Vancouver
- 1977 : Hollywood
- 1979 : 7ème
- 1981 : Laisse-la vivre
- 1985 : Véronique Sanson
- 1988 : Moi le venin
- 1992 : Sans regrets
- 1998 : Indestructible
- 1999 : D'un papillon à une étoile
- 2004 : Longue Distance
- 2010 : Plusieurs Lunes
- 2012 : Amoureuse (1972-2012) - (CD remastérisé enrichi de 21 maquettes inédites + DVD Live 2011)
- 2016 : Dignes, dingues, donc...
- 2018 : Duos Volatils

### Albums live
- 1976 : Live at the Olympia
- 1981 : Au Palais des sports
- 1986 : L'Olympia 1985
- 1989 : À l'Olympia 89
- 1990 : Symphonique Sanson
- 1993 : Zénith 93
- 1995 : Comme ils l'imaginent
- 2000 : Véronique Sanson chante Michel Berger, avec vous
- 2005 : Olympia 2005
- 2012 : Le Cirque royal de Véronique Sanson
- 2015 : Olympia 1975 (double LP de 23 titres)
- 2016 : Les Années américaines - Le Film (2CD + DVD)
- 2024 : Hasta Luego ! : Le concert au Dôme de Paris

### Compilations
- 1981 : Les Plus Belles Chansons (CD et LP de 11 titres)
- 1984 : Exclusivement féminin (CD et LP de 10 titres)
- 1994 : Les Plus Belles Chansons, vol. 1 (CD de 13 titres)
- 1994 : Les Plus Belles Chansons, vol. 2 (CD de 13 titres)
- 1998 : Les Plus Belles Chansons, vol. 1 (CD de 13 titres différents de la version 1994)
- 1998 : Les Plus Belles Chansons, vol. 2 (CD de 13 titres différents de la version 1994)
- 2001 : Les Moments importants (2 CD de 40 titres)
- 2006 : Les Plus Belles Chansons, vol. 1 (CD réédition de la version 1998 avec un design différent)
- 2006 : Les Plus Belles Chansons, vol. 2 (CD réédition de la version 1998 avec un design différent)
- 2007 : Petits moments choisis (3 CD de 61 titres)
- 2008 : Et voilà ! - Intégrale 1967 - 2007 (22 CD et 4 DVD)
- 2015 : Les Années américaines (2 CD de 19 titres studio et 17 titres live)
- 2015 : Les Années américaines (double LP de 19 titres studio)
- 2015 : Les Années américaines coffret édition deluxe (3 CD de 19 titres studio, 17 titres live et le concert inédit Olympia 1975, 23 titres / nouveau design)

## Participations
Cette section ne s'appuie pas, ou pas assez, sur des sources secondaires ou tertiaires indépendantes du sujet. Le texte peut contenir des analyses inexactes ou inédites de sources primaires.
Pour l'améliorer, ajoutez-en, ou placez des modèles {{Source secondaire souhaitée}} ou {{Source secondaire nécessaire}} sur les passages mal sourcés. (septembre 2022)
Outre sa propre discographie, et sa participation à des disques caritatifs Restos du cœur, Sol En Si, etc., Véronique apparaît sur les albums de :
- Jeremy Faith : Jesus (production Michel Berger) - duo Tomorrow will be the day (1971) (non créditée, également auteur compositeur de la chanson sous le pseudonyme de L. Lucas).
- Tournée d'Enfoirés : participation aux côtés de Jean-Jacques Goldman, Michel Sardou, Eddy Mitchell et Johnny Hallyday à la première tournée au profit des Restos du cœur (1989).
- Catherine Lara : Sand et les Romantiques - duo Entre elle et moi (1991).
- Yves Duteil : Entre elles et moi - duo Mélancolie (1994).
- Julien Clerc : Studio - duo Volons vers la lune (2003).
- Maurane : Quand l'humain danse - duo Petites minutes cannibales (2003).
- Boris Bergman  : Boris Bergman et ses interprètes - I'm sucker for romance (inédit), 2016.
- Grand Corps Malade : Il nous restera ça (réédition) - duo Face B (2016).
- Henri Salvador (Hommage) : Henri a 100 ans -Tant de temps (2017).
- Eddy Mitchell : La même tribu (Volume 2) - Le cimetière des éléphants (duo) et La même tribu (version 2) (multi-artistes), (2018).
- Grand Corps Malade : Mesdames - duo Une sœur (2020).
- Tryo : XXV ans - duo Ladilafé XXV (2020) et Tout au Tour - duo Ladilafé (2022).
- William Sheller : Simplement Sheller - Fier de fou de vous (2023).

Elle fait les chœurs et joue de divers instruments sur des enregistrements de Mark Kraftchik, Pierre Vassiliu, Michel Berger, Gilles Valiquette, Bernard Swell.
Elle signe ou cosigne des chansons pour Isabelle de Funès, Mark Kraftchik, Petula Clark (La brume de Philadephie, paroles de Véronique Sanson sur l'album La chanson de Marie-Madeleine, 33 tours Vogue SLD 8005 | 1972), Stephen Stills, Bernard Swell, Yves Duteil, Michel Fugain.

## Cinéma
- 1982 - Véronique Sanson participe à un court-métrage de Boris Bergman, Room Service.
- 1982 - La chanson Ma révérence est un son important du film Toute une nuit de Chantal Akerman.
- 1991 - Elle apparait dans le film Le Bal des casse-pieds réalisé par Yves Robert. Elle y joue le rôle de Fanny, une pianiste de bar, aux côtés de Miou-Miou et Claude Brasseur.
- 1996 - La chanson Une nuit sur son épaule interprétée en duo avec Marc Lavoine (album Comme ils l'imaginent, 1995), fait partie de la bande-son du film Pédale douce. Sur le CD de la BO du film, c'est la version originale de la chanson (extraite de l'album De l'autre côté de mon rêve de 1972), qui est proposée.
- 2010 - Dans le film Tout ce qui brille, de Géraldine Nakache et Hervé Mimran, Géraldine Nakache et Leïla Bekhti interprètent une reprise du titre Chanson sur ma drôle de vie (album De l'autre côté de mon rêve, 1972).
- 2012 - La chanson Amoureuse (1972), figure dans la B.O. du film Les Infidèles.
- 2016 - La chanson Amoureuse (1972), figure dans la B.O. du film Bang Gang.
- 2020 - La chanson Amoureuse (1972), est chantée par les élèves au début du film Antoinette dans les Cévennes.

## Télévision
- 1972 : Discorama, de Denise Glaser (ORTF)
- 1979 : Numéro 1, réalisé par Maritie et Gilbert Carpentier (TF1)
- 1992 et 1994 : Fréquenstar, de Laurent Boyer (2 numéros, M6)
- 1999 : Les Lumières du music-hall, documentaire de Eric Le Senay et Jacques Pessis (P6 Productions, Paris Première et France 5, 25 minutes)
- 2005 : La douceur du danger, documentaire de Didier Varrod (Program33, France 3, 120 minutes)
- 2010 : Véronique Sanson, une fée sur son épaule, film de Claude Ardid (Endemol, France 5, 52 minutes)
- 2016 : Véronique Sanson, je me suis tellement manquée (Un jour un destin, film d'Élodie Mialet, France 2, 120 minutes)

## Récompenses
- 1976 : Silver Prize, Festival International de musique de Tokyo
- 1978 : Meilleure interprète féminine de l'année, Midem
- 1991 : Grand Prix de la SACEM
- 1993 : Victoire de la musique, interprète féminine
- 1996 : Victoire de la musique, interprète féminine
- 2013 : Victoire de la musique d'honneur
- 2015 : Prix spécial de la SACEM
- 2015 : Prix de l'Académie française, Grande médaille de la chanson française pour l'ensemble de son œuvre

- 2023 : Distinction numérique de l'INA

## Décorations
Nommée au grade de chevalier dans l'ordre des Arts et des Lettres en 1984, Véronique Sanson est promue au grade d'officier en 2005 puis au grade de commandeur en 2019.
Le 16 novembre 1992, elle est nommée au grade de chevalier dans l'ordre national du Mérite.
Le 11 juillet 2025, Véronique Sanson est nommée au grade de chevalier dans l'ordre national de la Légion d'honneur au titre de « auteure, compositrice, interprète, pianiste ; 58 ans de services »

## Éponymie
L'astéroïde (56172) Véroniquesanson est nommé en son honneur.